# تي. دبليو. شانون
تي. دبليو. شانون هو سياسي أمريكي، ولد في 24 فبراير 1978 في لوتون في الولايات المتحدة. نشط حزبياً في الحزب الجمهوري. وقد انتخب عضو مجلس نواب أوكلاهوما ‏.